# أورلاندو باترسون
أورلاندو باترسون (بالإنجليزية: Orlando Patterson)‏ هو عالم اجتماع جامايكي، ولد في 5 يونيو 1940 في أبرشية ويستمورلاند ‏ في جامايكا.